# Charles Bindley

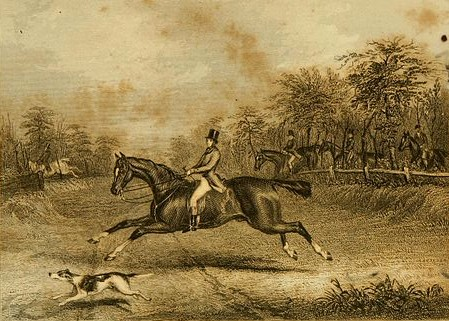
L'auteur sur son cheval préféré Harlequin, illustration du livre de Charles Bindley, The Pocket and the Stud, ou Conseils pratiques pour la gestion de l'écurie, 1848

Charles Bindley (1795/6–1859) est un écrivain sportif britannique spécialisé dans les chevaux et les sports de plein air, en particulier la chasse et la gestion des écuries. Il s'est fait connaître sous son pseudonyme, Harry Hieover.
D'après lui, Bindley a un père chasseur de renards, en service en Irlande et a séjourné principalement dans le Leicestershire et le Lincolnshire. Il a écrit pour plusieurs grands périodiques sportifs. En novembre 1858, en mauvaise santé, il quitte Londres pour Brighton, où il est invité par son ami Sir Thomas Barrett-Lennard. Il y meurt le 10 février 1859, à l'âge de 63 ans.

## Travaux
Bindley a publié :   
- Stable Talk and Table Talk, or Spectacles for Young Sportsmen, 2 vols. 1845–6
- The Pocket and the Stud, or Practical Hints for the Management of the Stable, 1848
- The Stud for Practical Purposes and Practical Men, 1849
- Practical Horsemanship, 1850
- The Hunting Field, 1850
- Delabere Blaine's Encyclopædia of Rural Sports (1852)
- Bipeds and Quadrupeds, 1853
- Sporting Facts and Sporting Fancies, 1853
- The World: How to square it, 1854
- Hints to Horsemen: Shewing how to make Money by Horses, 1856
- Precept and Practice, 1857, reprinted articles from The Field
- The Sporting World, 1858
- Things worth knowing about Horses, 1859.

Pour Bentley's Miscellany, Bindley a écrit une série de fiction intitulée "Les Deux M. Smith ou la double erreur".
1. ↑  Lock, Julian. "Bindley, Charles". Oxford Dictionary of National Biography (online ed.). Oxford University Press. doi:10.1093/ref:odnb/2403. (Subscription or UK public library membership required.)
2. 1 2   Stephen, Leslie, ed. (1886). "Bindley, Charles". Dictionary of National Biography. 5. London: Smith, Elder & Co.
3. ↑  (en) Laurel Brake et Marysa Demoor, Dictionary of Nineteenth-century Journalism in Great Britain and Ireland, Londres, Academia Press, 2009, 1014 p. (ISBN 978-90-382-1340-8, lire en ligne), p. 54